# جون كريستيان إلدن
جون كريستيان إلدن هو محامي وسياسي نرويجي، ولد في 2 يوليو 1967 في أوسلو في النرويج. نشط حزبياً في حزب المحافظين. وقد انتخب نائب عضو برلمان النرويج ‏ عن دائرة أوسلو ‏ وقد انضم خلال فترته النيابية ‏ (2017 – ) للكتلة البرلمانية حزب المحافظين وانتخب نائب عضو برلمان النرويج ‏ عن دائرة أوسلو ‏ وقد انضم خلال فترته النيابية ‏ (2013 – 2017) للكتلة البرلمانية حزب المحافظين.

## وصلات خارجية
- جون كريستيان إلدن على موقع IMDb (الإنجليزية)